# Гордость и предубеждение (телесериал, 1995)
«Го́рдость и предубежде́ние» (англ. Pride and Prejudice) — шестисерийный драматический мини-сериал, вышедший в 1995 году в Великобритании на канале BBC по одноимённому роману английской писательницы Джейн Остин, опубликованному в 1813 году.
Действие происходит в начале XIX века. У мистера и миссис Беннет пять незамужних дочерей с очень маленьким приданым. Когда в округе появляется богатый молодой человек мистер Бингли, он не просто очарован старшей из сестёр Беннет Джейн, а по-настоящему влюбляется с первого взгляда. Но его сестры не одобряют его выбора, им кажется, что Беннеты невоспитанны и бедны. В этом их мнение поддерживает друг Бингли — мистер Дарси, богатый молодой джентльмен. Но неожиданно он сам начинает понимать, что влюбляется в Элизабет, вторую дочь семейства Беннет. Однако Уикхем, красивый молодой лейтенант, знает кое-что о мистере Дарси, что очень может повредить последнему в глазах местного общества и особенно в глазах Элизабет.
Газета The New York Times назвала эту экранизацию «остроумной смесью любовной интриги и социального неравенства, разбавленной амбициями и иллюзиями провинциального дворянства» . Сериал был одобрен критиками и имел большой успех в Великобритании. Исполнительница роли Элизабет Беннет Дженнифер Эль получила премию BAFTA как лучшая актриса, сериал также был удостоен премии «Эмми» за лучшие костюмы. Роль мистера Дарси возвела Колина Фёрта в статус звезды. Сцена с мистером Дарси в мокрой после купания в озере рубашке признана «одним из самых незабываемых моментов в истории телевидения Британии». Сериал вдохновил Хелен Филдинг написать серию книг о Бриджит Джонс. Колин Фёрт сыграл роль Марка Дарси, бойфренда главной героини, в фильмах «Дневник Бриджит Джонс», «Бриджит Джонс: Грани разумного» и «Бриджит Джонс 3».
Этот сериал — седьмая экранизация романа. Предыдущие вышли в 1938, 1940, 1952, 1958, 1967 и 1980 гг. Восьмой стала постановка 2005 года.

## Сюжет
Эпизод 1: Мистер Чарльз Бингли, богатый джентльмен с севера Англии, арендует на лето поместье Незерфилд в Хартфордшире, недалеко от городка Меритон. Миссис Беннет одержима идеей выдать за него замуж одну из своих пяти дочерей: Джейн, Элизабет, Мэри, Китти или Лидию. Бингли сразу нравится Джейн, которую он приглашает на танец на первом же балу, в то время как его друг мистер Дарси (годовой доход которого, по слухам, в два раза превышает доход Бингли) отказывается танцевать с кем-либо и довольно невежливо отзывается об Элизабет. Она слышит его замечание, и её неблагоприятное мнение о мистере Дарси подтверждается позже, на приёме в Лукас Лодж. Два дня, которые Элизабет проводит в Незерфилде, ухаживая за больной Джейн, ещё больше усиливают её неприязнь к Дарси.
Эпизод 2: Беннетов навещает их родственник — мистер Коллинз, священник из Кента. Он должен наследовать их поместье, Лонгборн, так как у Беннетов нет наследника мужского пола. Коллинз решает жениться на Элизабет, чтобы сохранить дом для семьи. Во время прогулки в Меритон сестры Беннет встречают недавно приехавших офицеров, в числе которых — лейтенант Джордж Уикхем. Элизабет замечает холодность встречи Дарси и Уикхема, и тогда офицер ей рассказывает, как Дарси обманул его, отказавшись предоставить церковный приход, обещанный отцом Дарси. Теперь у Уикхема нет ни денег, ни видов на будущее. Лиззи проникается к нему живейшим сочувствием. На балу в Незерфилде мистер Дарси удивляет Элизабет приглашением на танец, которое она неохотно принимает. Наутро после бала мистер Коллинз делает ей предложение, но она отвечает отказом. Миссис Беннет хочет заставить Лиззи выйти за Коллинза, в то время как отец берёт сторону дочери. Шарлотта Лукас, подруга Элизабет, приглашает Коллинза в Лукас Лодж.
Эпизод 3: Элизабет поражена, узнав о том, что Шарлотта приняла предложение руки и сердца от Коллинза. Тем временем мистер Бингли уезжает из Незерфилда в Лондон. Джейн гостит в Лондоне у дяди, мистера Гардинера, однако вскоре понимает, что сёстры мистера Бингли открыто её игнорируют. Элизабет уезжает в Кент, в гости к Шарлотте и её мужу. Дом мистера Коллинза находится недалеко от Розингза — резиденции леди Кэтрин де Бёрг. Так как леди Кэтрин приходится Дарси тёткой, Лиззи встречается с ним несколько раз. В тот же день, когда Элизабет узнает о решающей роли мнения Дарси в разлуке Бингли и её сестры, Дарси неожиданно делает ей предложение, говоря, что страстно любит её, несмотря на низкое положение её семьи. Элизабет отвергает его, указывая ему на его гордость, заносчивость, презрение к чувствам других и упоминая о его вине в несчастливой любви Джейн и безнадёжном положении Уикхема.
Эпизод 4: Дарси пишет письмо к Элизабет, объясняя свои действия по отношению к Джейн и Уикхему. Он ошибся в чувствах Джейн, думая, что она равнодушна к Бингли. Уикхем же оказался негодяем, пытавшимся сбежать с сестрой Дарси, 15-летней Джорджианой, чтобы заполучить её огромное приданое. Элизабет, понимая, как она ошибалась, испытывает чувство вины за то, что она так грубо говорила с Дарси. Вернувшись в Лонгборн, она узнает, что мистер Беннет разрешил Лидии поехать в Брайтон как компаньонке жены полковника Форстера. Сама Лиззи уезжает с дядей и тетей Гардинер в путешествие по Пик-Дистрикту и посещает Дербишир. Тётя уговаривает её наведаться в Пемберли, поместье мистера Дарси. Элизабет соглашается, узнав, что семья летом живёт в Лондоне. Пемберли вызывает у Лиззи искреннее восхищение, и она с вниманием слушает рассказы домоправительницы о доброте и благородстве владельца. Тем временем мистер Дарси, никого не предупредив, возвращается в поместье. Прибыв, он решает искупаться в озере, и, идя к дому в мокрой рубашке и с мокрыми волосами, встречает Элизабет. После неловкой беседы с ней ему удается отсрочить отъезд Гардинеров. Элизабет удивлена его любезностью и дружелюбием.
Эпизод 5: Гардинеры и Элизабет получают приглашение в Пемберли, где Дарси и Лиззи обмениваются выразительными взглядами. На следующее утро Элизабет получает письмо от Джейн, в котором говорится о побеге Лидии с мистером Уикхемом. Неожиданный визит Дарси застает её врасплох и она рассказывает ему все. Дарси выражает сочувствие и вскоре уходит. Элизабет думает о том, что, возможно, никогда его больше не увидит. В Лонгборне мистер и миссис Беннет пытаются замять скандал, связанный с Лидией. Вскоре они получают письмо от мистера Гардинера, где он пишет, что Лидия и Уикхем найдены и скоро поженятся по настоянию Гардинеров. Мистер Беннет переживает, что дядя заплатил Уикхему большую сумму денег, чтобы заставить его жениться, а он не сможет ему её вернуть.
Эпизод 6: Лидия неосторожно проговаривается о том, что Дарси был на их с Уикхемом свадьбе. Элизабет пишет письмо тёте, и она отвечает племяннице, что это Дарси нашёл Лидию и оплатил все расходы, включая долги Уикхема. Бингли возвращается в Незерфилд, и после того, как Дарси извиняется за своё вмешательство в истории с Джейн, Бингли едет в Лонгборн и делает ей предложение. В это время до леди Кэтрин доходят слухи, что её племянник обручен с Элизабет. В ярости она наносит неожиданный визит в Лонгборн, в беседе с Элизабет расспрашивая её о помолвке с Дарси. При этом она настаивает, что Дарси женится на её дочери Энн. Элизабет отказывается обещать, что она не примет предложение Дарси, если он его сделает, и рассерженная леди Кэтрин уезжает. Во время визита Дарси в Лонгборн Элизабет благодарит его за помощь в женитьбе Уикхема и Лидии. Он, подбодрённый тем, что рассказала ему леди Кэтрин, признаётся, что его чувства и намерения по отношению к Элизабет не изменились. Элизабет соглашается выйти за него замуж и позднее в разговоре с удивленным отцом признается, что любит Дарси. Сериал заканчивается двойной свадьбой Бингли с Джейн и Дарси с Элизабет.

## В ролях
- Дженнифер Эль — Элизабет Беннет
- Колин Фёрт — Фицуильям Дарси
- Сюзанна Харкер — Джейн Беннет
- Криспин Бонем-Картер — Чарльз Бингли
- Бенджамин Уитроу — мистер Беннет
- Элисон Стедман — миссис Беннет
- Джулия Савалия — Лидия Беннет
- Полли Маберли[англ.] — Китти Беннет
- Люси Брайерс[англ.] — Мэри Беннет
- Эмилия Фокс — Джорджиана Дарси
- Адриан Лукис[англ.] — Джордж Уикхем
- Энтони Калф — полковник Фицуильям
- Анна Чанселлор — Кэролайн Бингли
- Барбара Ли-Хант — леди Кэтрин де Бург
- Надя Чемберс[англ.] — мисс Анна де Бург
- Дэвид Бамбер[англ.] — мистер Коллинз
- Люси Скотт[англ.] — Шарлотта Лукас
- Кристофер Бенджамин — сэр Уильям Лукас
- Линн Фарли[англ.] — миссис Филипс
- Тим Уилтон[англ.] — мистер Гардинер
- Джоанна Дэвид — миссис Гардинер
- Руперт Ванситтарт[англ.] — мистер Хёрст
- Люси Робинсон[англ.] — миссис Хёрст
- Виктория Хэмилтон — миссис Форстер

## Кастинг
Во время кастинга на многочисленные роли в фильме, продюсер Сью Бёртуистл и режиссёр Саймон Лэнгтон искали остроумных, обаятельных и харизматичных актёров, которые в то же время органично вписались бы в исторический контекст фильма (период регентства в Англии). Выбор актёрского состава во многом исходил от исполнителей основных ролей — 20-летней Элизабет Беннет и 28-летнего мистера Дарси.
Британская актриса Дженнифер Эль была выбрана из десятка серьёзных кандидаток на роль Элизабет, второй дочери Беннетов, любимицы отца и самой умной из сестёр. На роль мистера Дарси был приглашён относительно малоизвестный в то время британский актёр Колин Фёрт, с которым в 1980-х Сью Бёртуистл работала над фильмом «Голландские девчонки». Фёрт, однако, несколько раз отказывался от роли, так как считал, что тематика Джейн Остин ему не близка, кроме того актёр боялся, что может не справиться с ролью. Однако тщательная проработка роли и уговоры продюсера заставили его передумать. Во время съёмок у Фёрта с Эль начался роман, о котором стало известно лишь после их расставания.
На роль родителей Элизабет были выбраны Бенджамин Уитроу и Элисон Стедман. Последняя была утверждена на роль без предварительного прослушивания и проб. На роли сестёр Элизабет было необходимо найти разные типажи девушек. Сюзанна Харкер сыграла красивую старшую сестру Джейн, которая во всех людях видит только хорошее. Люси Брайерс, Полли Маберли и Джулия Савалия сыграли младших сестёр — пресную Мэри, добродушную, но капризную Китти и легкомысленную и упрямую Лидию. Джулия Савалия (Лидия) была на 10 лет старше своей героини, однако актёрский опыт позволил ей справиться с ролью, она была утверждена без проб. Джоана Дэвид и Тим Уилтон сыграли тётю и дядю Элизабет по материнской линии. Дэвид Бамбер воплотил образ льстивого священника мистера Коллинза, кузена мистера Беннета. Люси Скотт сыграла лучшую подругу Элизабет и жену мистера Коллинза, Шарлотту Лукас.
На роль Чарльза Бингли был утверждён Криспин Бонэм-Картер, чья внешность лучше всего контрастировала с образом мистера Дарси в исполнении Колина Фёрта. Для Криспина это была первая крупная роль на телевидении. Первоначально актёр пробовался на роль Джорджа Уикхема, привлекательного офицера, за чьим шармом скрываются распущенность и жадность, однако утвердили не его, а Адриана Лукиса. Анна Чанселлор, известная по своей роли в фильме «Четыре свадьбы и одни похороны», сыграла сестру мистера Бингли. Примечательно, что Анна является потомком Джейн Остин (племянницей в 8 поколении). Вторую сестру мистера Бингли и его зятя сыграли Люси Робинсон и Руперт Ванситтарт. Довольно сложными были поиски актрисы на роль младшей сестры мистера Дарси, Джорджианы. Нужна была молодая девушка, выглядящая невинной, гордой, но в то же время стеснительной, которая бы умела играть на фортепиано. После прослушивания 70 актрис, Саймон Лэнгтон предложил роль дочери Джоаны Дэвидс (миссис Гардинер), Эмилии Фокс. Барбаре Ли-Хант была предложена роль тётушки мистера Дарси, леди Кэтрин де Бург, также без прослушивания и проб.

## Адаптация произведения
Роман Джейн Остин «Гордость и предубеждение» уже был адаптирован для телевидения и кинематографа несколько раз, включая телевизионные версии канала BBC в 1938, 1952, 1958, 1967 и 1980 годах. Осенью 1986 года после просмотра анонса другого произведения Остин под названием «Нортенгерское аббатство», Сью Бёртуистл и Эндрю Дэвис решили адаптировать для телевидения одну из самых любимых своих книг «Гордость и предубеждение». Бёртуистл в частности считала, что новая адаптация будет выигрышна на фоне предыдущих фильмов, выглядящих слишком «недокормленно» и «прозаично». Необходимость подстраиваться под телеэфир вынудила Дэвиса увеличить количество эпизодов до шести, в отличие от запланированных пяти серий. В конце 1986 года Бёртуистл и Дэвис предложили первые три сценария телевизионной корпорации ITV, однако выпуск сериала пришлось отложить. Когда в 1993 году ITV заявили о возобновлении интереса к адаптации, продюсер Майкл Вэаринг заказал оставшиеся части сценария совместно с американским телеканалом A&E. Режиссёр Саймон Лэнгтон присоединился к подготовке сериала в январе и феврале 1994 года.
Несмотря на намерение Бёртуистл и Дэвиса придерживаться тона и духа романа, им хотелось создать «свежую, живую историю о реальных людях», а не «старую студийную драму от BBC, показываемую в воскресенье с пяти до семи». Создав акцент на сексе и деньгах, Дэвис переключил внимание с Элизабет на Элизабет и Дарси, предвосхитив тем самым роль последнего в исходе этой истории. В целях придания человечности персонажам романа, Дэвис добавил несколько коротких сцен, таких как одевание дочек семейства Беннет, пытающихся выгодно зарекомендовать себя на рынке невест. Новые сцены, изображающие досуг мужчин, сгладили акцент романа на женщинах. Наибольшей технической трудностью была адаптация длинных писем во второй части истории. Дэвис использовал такие техники как голос за кадром, воспоминания, чтение писем героями вслух себе и друг другу. Было добавлено несколько диалогов с целью пояснения некоторых нюансов романа современной аудитории, большая часть диалогов, однако, осталась нетронутой.
Режиссёр Саймон Лэнгтон:

Мы отнеслись к роману с большим уважением, однако если бы мы хотели передать всё предельно точно, мы бы наняли кого-нибудь продекламировать его по радио.

## Съёмки

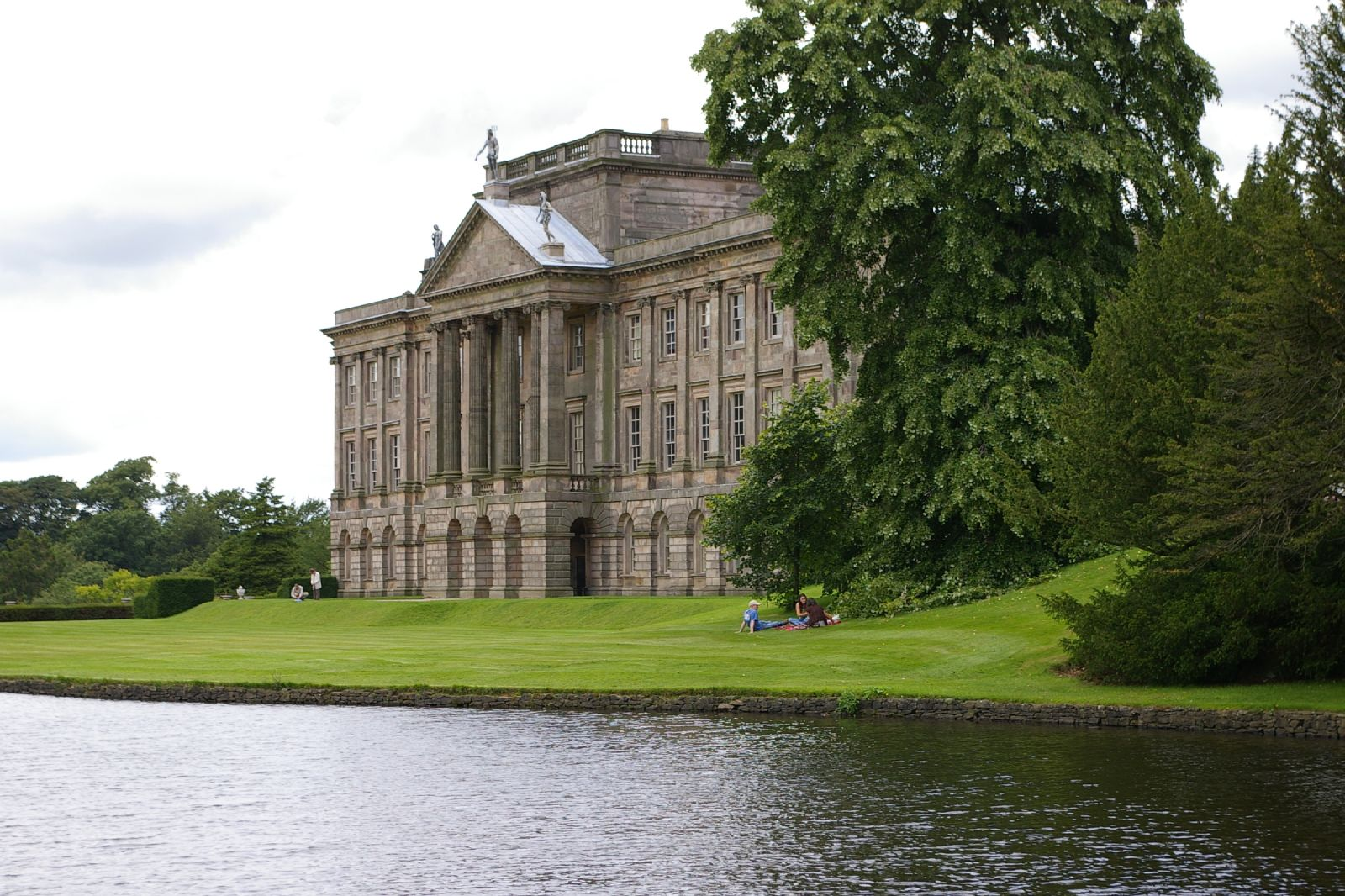
Лайм-парк, графство Чешир. Здесь снимали сцены, действие которых происходило в Пемберли

Приблизительный бюджет каждого эпизода составил 1 млн фунтов (общий бюджет — 9,6 млн. $), работа над сериалом заняла 20 съёмочных недель. Съёмочная неделя состояла из пяти дней, каждый съёмочный день длился 10,5 часов, не считая времени на примерку и грим. За две недели до съёмок около 70 % актёров и съёмочной группы собрались для читки сценария, репетиций, танцевальных уроков, верховой езды, фехтования и иных навыков, которые должны были быть отточены до начала работы. Съёмки продолжались с июня по ноябрь 1994 года для того, чтобы отразить смену времён года в сюжете, последующие монтаж и подготовка продлились до середины мая 1995 года. Сцены, снимаемые в одних и тех же местах, были объединены в расписании съёмок.
Во время съёмок было задействовано 24 локации, большинство которых принадлежит Национальному фонду Великобритании, а также восемь студийных площадок. Разница в материальном положении семей главных персонажей должна была отражаться в месте их проживания: в качестве дома Беннетов в Лонгборне был представлен небольшой уютный домик, в то время как резиденция мистера Дарси в Пемберли должна была выглядеть как «самое красивое место», быть образцом хорошего вкуса и исторического наследия предков. Первым местом, утверждённым продюсерами, стала деревенька Лэкок в графстве Уилтшир, ставшая прообразом деревни Меритон. Особняк в деревне Лукингтон послужил внешней архитектурой и внутренним убранством Лонгборна. Лайм Холл в графстве Чешир был выбран для создания образа Пемберли, однако организационные проблемы вынудили перенести съёмки интерьеров в Садбери Холл, графство Дербишир.
Розингс, поместье Леди Кэтрин де Бург, должно было казаться чересчур громадным и помпезным, в целях отражения тяжёлого характера своей владелицы. Особняком для Розингса был выбран Белтон-хаус графства Линкольншир. Хансфордский пасторат, скромный дом мистера Коллинза, был снят в старом доме, также некогда принадлежавшем священнику, в деревеньке Тей графства Ратленд. Незерфилд снимали в Эджкот Хаусе, рядом с небольшим торговым городом Банбери, за исключением интерьеров на балу, которые были сняты в Брокет Холл, графство Хертфордшир. Улицы Лондона, а также постоялый двор были сняты в Лорд-Лейстер в Уорике, графство Уорикшир. Рамсгит, где планировался побег Уикхема и Джорджианны, был снят на английском курорте Уэстон-сьюпер-Мэр. Свадьба Уикхема проходит в церкви Святого Павла в Дептфорде, Лондон

## Костюмы и грим
Так как «Гордость и предубеждение» является историческим произведением, требовалась более тщательная проработка костюмов и внешнего вида персонажей. Личные качества и достаток героев был отражён в их нарядах, состоятельные сёстры Бингли, к примеру, никогда не надевали платьев с принтами и всегда носили большие перья в причёсках. Так как костюмный фонд платьев 19 века, принадлежащий каналу ВВС, был ограничен, дизайнер Дина Коллин создала большинство костюмов, вдохновляясь посещением музеев. Ей хотелось, чтобы созданные ею модели были привлекательны для современной зрительской аудитории. И лишь некоторые костюмы, в особенности предназначенные для массовки, были позаимствованы из более ранних постановок или взяты в аренду.
Платья Элизабет были выдержаны в землистых тонах и сшиты таким образом, чтобы в них было легко двигаться, учитывая живость героини. Платья же остальных сестёр Беннет были выполнены в оттенках кремового цвета, дабы подчеркнуть невинность и простоту девушек, более насыщенные цвета использовались в нарядах сестёр Бингли и леди Кэтрин де Бург. Колин Ферт участвовал в обсуждении костюмов и настаивал на том, чтобы его персонаж носил более тёмную одежду, оставляя более светлые тона мистеру Бингли.
Продюсеры представляли Дарси брюнетом, хотя никакого прямого указания на это в романе не было, поэтому Ферта попросили перекрасить в чёрный цвет волосы, брови и ресницы. Всем актёрам-мужчинам было предписано отрастить волосы перед съёмкой и сбрить усы. Было создано три тёмных парика для Дженнифер Эль, чтобы прикрыть её короткие светлые волосы, и один для Элисон Стедман (миссис Беннет), так как у последней были густые и тяжёлые волосы. Волосы Сюзанны Харкер (Джейн) были слегка высветлены для создания большего контраста с Элизабет и уложены в классическом греческом стиле для подчёркивания красоты героини. Простота Мэри была достигнута точками на лице Люси Брайер, её волосы были промаслены для создания эффекта немытости и уложены таким образом, чтобы подчеркнуть слегка торчащие уши актрисы. Так как Лидия и Китти были слишком молодые и своевольные, чтобы их причёски укладывала прислуга, волосы актрис не подверглись сильным изменениям. Гримёр Каролин Нобл всегда представляла себе мистера Коллинза потным, с влажной верхней губой, она также промаслила волосы Дэвида Бамбера и сделала косой пробор, чтобы намекнуть на наличие проплешины.

## Музыка и хореография

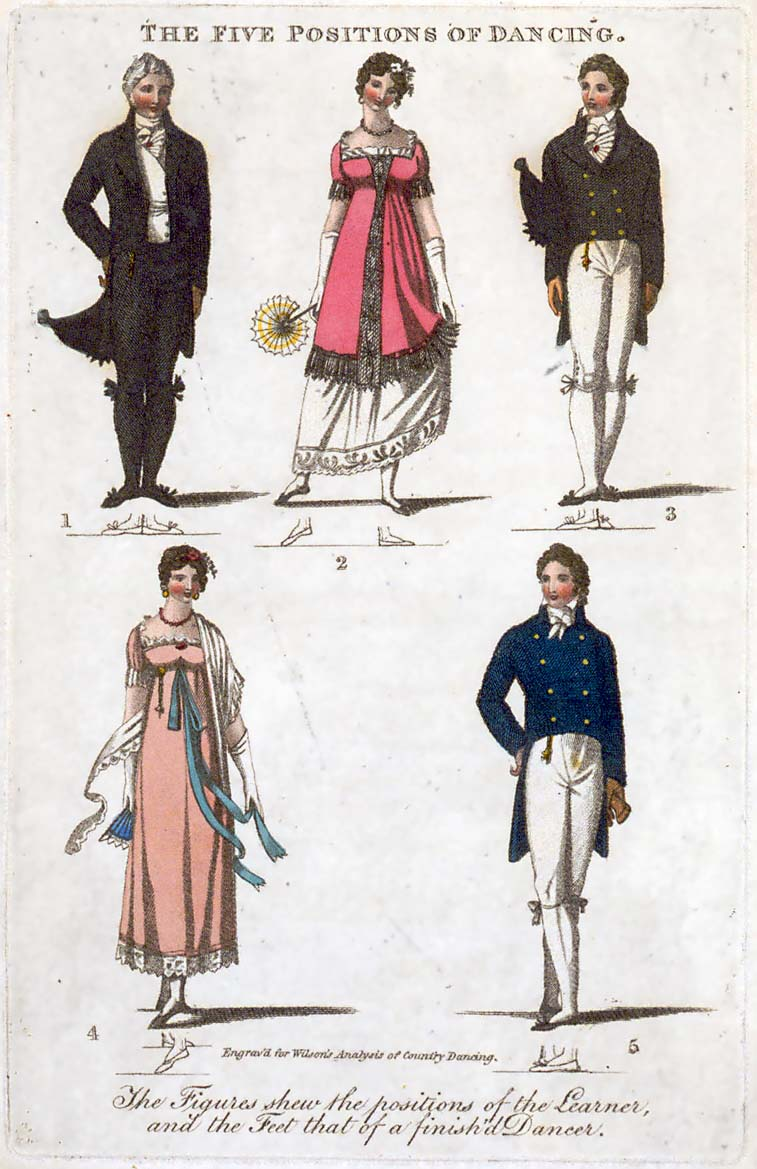
Пять позиций английского «Регентского танца» (1790—1825 гг.)

Карл Дэвис писал партитуру для адаптаций классических литературных произведений канала ВВС с середины 1970-х годов. С Сью Бёртуистл он познакомился ещё до съёмок. Дэвис стремился подчеркнуть живость и остроумие романа, а также затронуть тему замужества и любви в небольшом городке начала 19 века. В своей работе он вдохновлялся классическими музыкальными произведениями, популярными в то время, в частности септетами Бетховена. Главная тема сериала перекликается с финальной частью «Гимна императору».
Для озвучки игры музыкантов на балах и приёмах, записанную ранее в студии музыку подавали на крошечные наушники актёров, изображавших игру на музыкальных инструментах. Все музыкальные темы сериала были записаны в течение шести часов группой из восемнадцати музыкантов. Актрисы, чьи героини играли на пианино (Мэри Беннет и Джорджиана Дарси), уже умели играть, кроме того имели возможность репетировать в течение нескольких недель перед съёмками. Среди исполненных в фильме песен — «Air con Variazioni» Генделя из сюиты № 5 и «Slumber, Dear Maid» из его оперы «Ксеркс», «Rondo Alla Turca», «Voi Che Sapete» и другие арии из опер Моцарта «Безумный день или Женитьба Фигаро» и «Дон Джованни», Andante Favori Бетховена, а также народная песня «The Barley Mow». Саундтреки Дэвиса были изданы в CD формате в 1995 году.
Большое количество сцен в книге имели место на балах и танцах. Хореограф Джейн Гибсон основывалась на книге В. Портера «The Apted Book of Country Dances» 1966 года, в которой описано несколько танцев конца 18 века, таких как «The Shrewsbury Lasses», «A Trip to Highgate» and «Mr. Beveridge’s Maggot». Несмотря на то, что эти танцы создали впечатление аутентичности рассказанной истории, они на самом деле были анахроничны, то есть уже устарели к моменту описанных в романе событий.
Три дня было отведено на съёмки бала в Незерфилде, ритм и стиль которого были направлены на подчёркнутую элегантность, вопреки естественности и веселью танцев в Меритоне. Большая часть кадров общего плана танца Элизабет и Дарси была испорчена волосом, попавшим на линзу камеры, поэтому при монтаже пришлось использовать в основном крупные планы, а также материал, отснятый системой стедикам.